# Georgios Valerianos
Georgios Valerianos (griechisch Γιώργος Βαλεριάνος, * 13. Februar 1992 in Athen) ist ein griechischer Fußballspieler, der derzeit bei Ionikos Nikea unter Vertrag steht. Er spielt bevorzugt in der Abwehr als linker Außenverteidiger.

## Karriere
Valerianos begann seine Karriere bei Olympiakos Piräus. Sein erstes Spiel für die A-Mannschaft machte er am 11. April 2010 gegen Panthrakikos. Im Juli desselben Jahres wurde er an Thrasyvoulos Fylis ausgeliehen. Kurze Zeit danach folgte eine Leihe zu AO Glyfada. Nach Ablauf der Leihe verließ er Piräus und wechselte zu OFI Kreta. Dort blieb er ein Jahr, ebenso wie nachfolgend bei AO Kavala und Iraklis Thessaloniki. Im August 2015 schloss sich der Grieche Apollon Smyrnis an. Nach einem halben Jahr wechselte er zu AO Platanias. Nach einer weiteren Halbsaison hier, unterschrieb er erneut einen Vertrag bei Apollon Smyrnis. Im Sommer 2017 wechselte der Spieler zu Aris Thessaloniki. In Thessaloniki verbrachte er zwei Jahre, bevor er seine erste Station im Ausland – beim Paphos FC – antrat. Kurze Zeit später verbrachte er zwei Monate auf Leihbasis beim Riga FC. Im Juli 2021 verpflichtete Ionikos Nikea den Abwehrspieler.